# عبد الحميد سهيل
عبد الحميد سهيل هو منافس ألعاب قوى جزائري، ولد في 20 فبراير 1957.

## وصلات خارجية
- عبد الحميد سهيل على موقع أوليمبيديا (الإنجليزية)